# Mascara

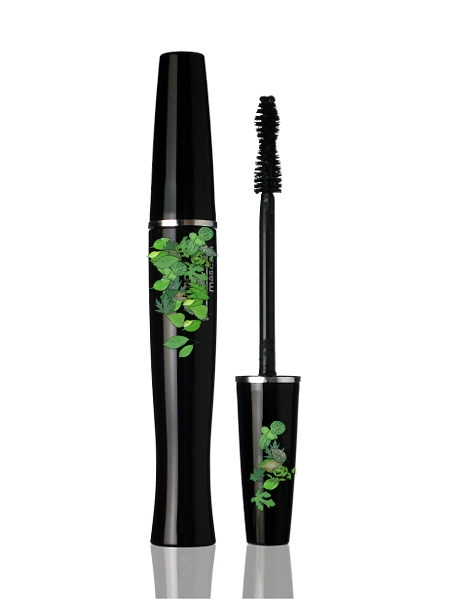
Mascara.

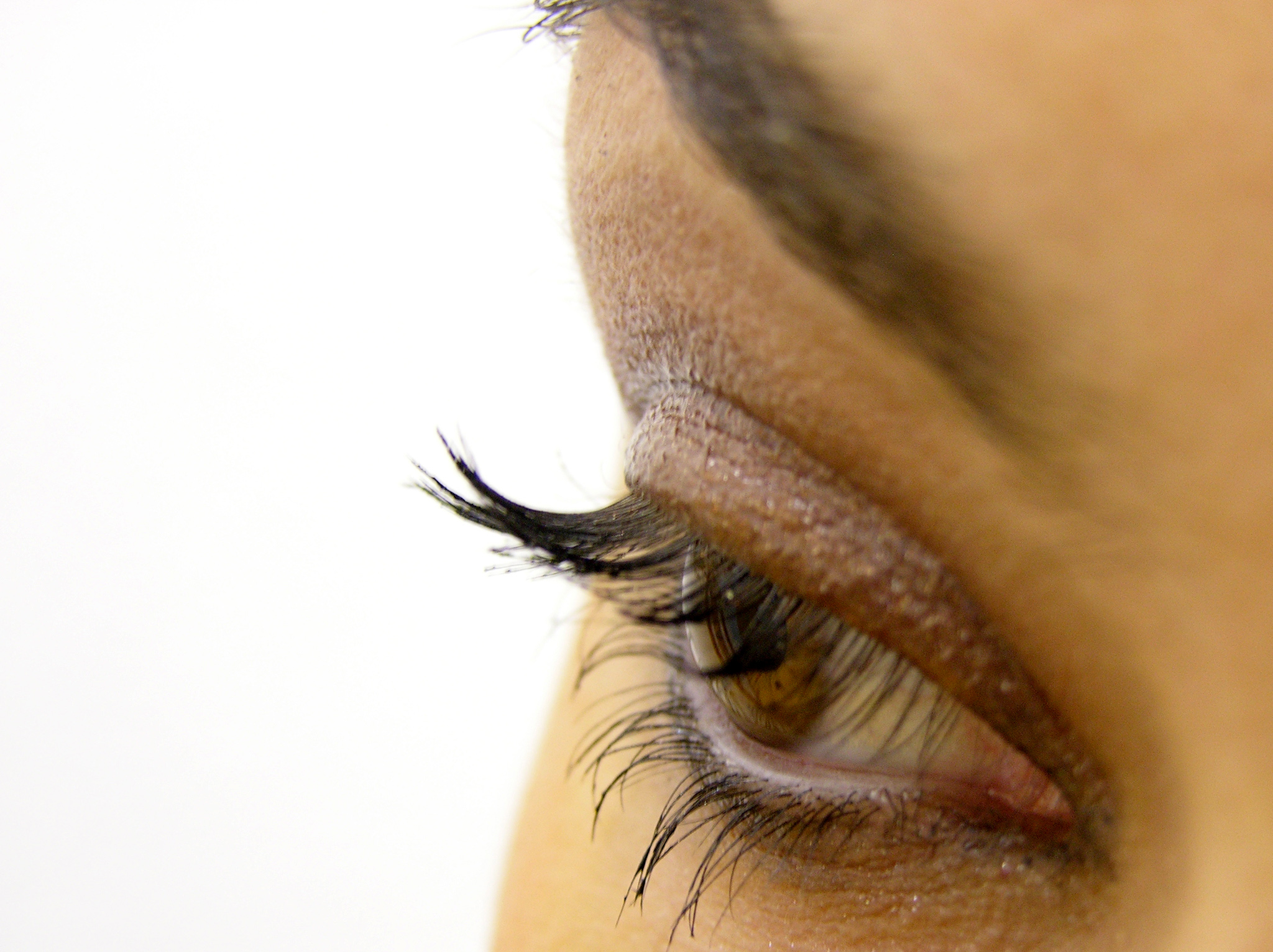
Ögonfransar med mascara.

Mascara (även maskara) är en typ av smink som används för att måla ögonfransar, få dem att verka längre och tjockare för att ge ögat ett "öppnare" utseende och en piggare look. Mascara kallades förr i tiden för ögonfranstusch innan den nya beteckningen dök upp i svenskan första gången 1949. Mascaran än också till för att ge ögonfransarna volym och kan få ögonen att se större ut. Det finns mascaror som är vattenfasta, och kan inte avlägsnas enbart med vatten. Det finns också mascaror som inte rinner om det till exempel regnar. För att tvätta bort den använder man varmt vatten, håller kvar greppet om ögonfransarna ett tag och drar sedan av mascaran.
Den moderna mascaran skapades 1913 av kemisten T.L. Williams åt hans syster Mabel. Mascaran bestod av kolpulver blandat med vaselin och William började sälja den via postorder. Företaget Maybelline, en kombination av systerns namn och vaselin, blev så småningom ett stort kosmetikföretag. Maybelline är nu ett av många kända kosmetikföretag.
Mascara finns i olika färger som exempelvis svart, mörkblå, brun, mörkbrun och mörkgrön. I vissa butiker säljer de även lila, rosa, ljusblå, vita eller orangea mascaror. På senare tiden har även färgerna guld, turkos och ljusgrön tillkommit. 
Även mascaraborstarna är olika. Borstens egenskaper är viktigare för resultatet än själva mascaran. En tjock, tät borste med mycket borst ger fylliga, tjocka fransar. En mindre tät borste ger inte så mycket volym utan används för att få ett naturligt resultat; fransarna blir lite svärtade och får lite mer volym. De senaste åren har en böjbar gummiborste tillkommit på marknaden. Den är smal med små "piggar" och ger främst längd och separation på fransarna.

## Bildgalleri

### Äldre typer av mascara

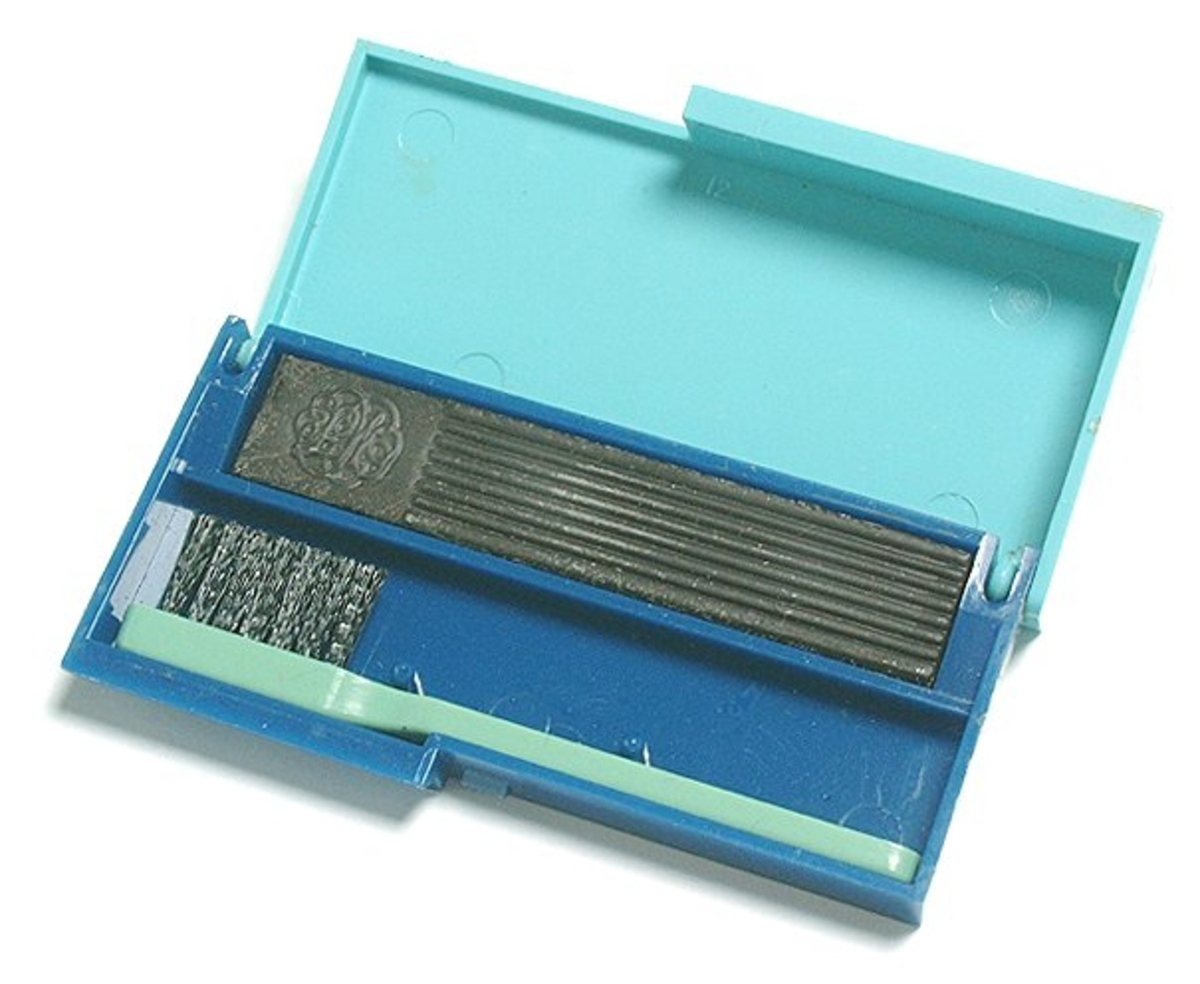
Fast mascara från Max Factor med borste i en plastask, 1960.
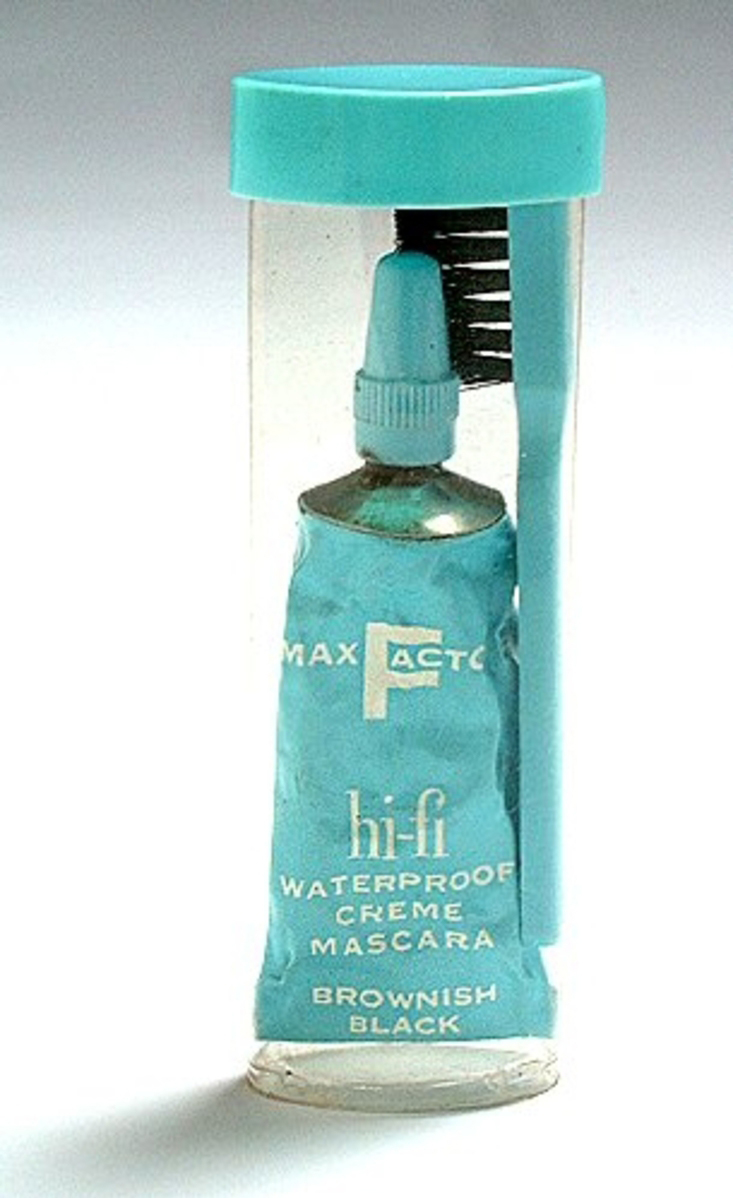
Vattenfast mascaracreme från Max Factor i en tub och med borste, 1960.